# Domartang (häradshuvudort i Kina, Tibet Autonomous Region, lat 30,94, long 94,69)
Domartang (kinesiska: 东马通, Bianba Xian, 边坝县) är en häradshuvudort i Kina. Den ligger i den autonoma regionen Tibet, i den sydvästra delen av landet, omkring 370 kilometer nordost om regionhuvudstaden Lhasa. Antalet invånare är 35 767. Befolkningen består av 17 515 kvinnor och 18 252 män. Barn under 15 år utgör 28,0 %, vuxna 15-64 år 65 %, och äldre över 65 år 5,0 %.
Runt Domartang är det mycket glesbefolkat, med 4 invånare per kvadratkilometer. Domartang är det största samhället i trakten. Trakten runt Domartang består i huvudsak av gräsmarker.
Genomsnittlig årsnederbörd är 1 029 millimeter. Den regnigaste månaden är juni, med i genomsnitt 232 mm nederbörd, och den torraste är december, med 4 mm nederbörd.